# São Dinis
São Dinis (llamada oficialmente Vila Real (São Dinis)) era una freguesia portuguesa del municipio de Vila Real, distrito de Vila Real.

## Geografía
Hasta 2013 São Dinis era una de las tres freguesias urbanas de Vila Real, que ocupaba la zona sudoeste de la ciudad, en la confluencia de los ríos Corgo (margen derecha) y Cabril (margen izquierda). Su territorio abarcaba la parte más antigua de la ciudad (Vila Velha) e incluía barrios típicos como Fonte Nova y Almodena.

## Historia
Inicialmente, São Dinis era la única parroquia de Vila Real, hasta la creación en 1528 de la de São Pedro. Hasta principios del siglo XIV dependía eclesiásticamente de la parroquia de Santa Marinha de Vila Marim, también del término municipal de Vila Real.
La villa perteneció originalmente a la Corona, hasta el reinado de Fernando I, que otorgó en 1374 el señorío de Vila Real a su esposa Leonor Téllez de Meneses (por permuta con el concedido inicialmente de Vila Viçosa). Desde entonces, la freguesia, como la mayor parte del municipio, pasó a poder de la familia Meneses (primero condes y luego marqueses de Vila Real), hasta que, como el resto de posesiones de la familia, volvió en 1641 a poder de la Corona, cuando el marqués y su heredero fueron ejecutados bajo la acusación de conspirar contra el rey Juan IV. En 1651 pasó a formar parte del inmenso patrimonio de la recién creada Casa do Infantado (propiedades asignadas al segundo hijo del rey de Portugal), hasta la extinción en 1834 de esta institución, con las reformas del liberalismo.
A lo largo de los siglos São Dinis, aunque conservando siempre su núcleo central, sufrió numerosas alteraciones de su territorio, la última de ellas a raíz de la creación en 1960 de la freguesia de Nossa Senhora da Conceição. Fue suprimida el 28 de enero de 2013, en aplicación de una resolución de la Asamblea de la República portuguesa promulgada el 16 de enero de 2013 al unirse con las freguesias de Nossa Senhora da Conceição y São Pedro, formando la nueva freguesia de Vila Real.

## Patrimonio
Al ocupar la parte antigua de la ciudad, en São Dinis se concentraba buena parte del patrimonio histórico-artístico de Vila Real, como la Catedral de Santo Domingo, construida en el siglo XIV en un estilo gótico muy austero, el pelourinho de la ciudad (reconstrucción del original manuelino), y la casa natal del conquistador portugués del siglo XV Diogo Cão.